# 重慶龍興足球場
重慶龍興足球場是一座位於重慶市兩江新區龍盛新城的一座甲级大型專業足球場，為重慶市首座專業足球場，於2022年12月竣工。該足球場用地面積302.77畝，项目建筑面积16.69万平方米，可容納6萬人觀賽。
龍興足球場本是為2023年亞足聯亞洲盃而修建。中國放棄該屆亞洲盃舉辦權後，重慶市政府決定足球場須繼續按計劃建設，以期引進中超聯賽、中國足協盃等賽事，並為中國遠期申辦世界杯創造條件。自落成以來，龍興足球場已舉辦多場足球賽、音樂節、演唱會等活動。

## 主要活動
- 2023年11月4日，美洲队中国行·重庆赛区国际足球邀请赛中，重庆铜梁龙足球俱乐部與烏拉圭20岁以下國家足球隊（英语：Uruguay national under-20 football team）的比賽在龍興足球場舉行。主客戰成5-3[10]。
- 2025年6月10日，2026年國際足協世界盃外圍賽 – 亞洲區第三圈最後一輪，中國隊主場對陣巴林隊的比賽在龍興足球場舉行[11]。中國隊1-0戰勝巴林[12]。